# Fairmount (Kolorado)
Fairmount – jednostka osadnicza w Stanach Zjednoczonych, w stanie Kolorado, w hrabstwie Jefferson.